# Magdalena Fedorów
Magdalena Fedorów est une ancienne joueuse polonaise de volley-ball, née le 18 juin 1985 à Ostrów Wielkopolski. Elle mesure 1,82 m et jouait au poste de centrale. 

## Clubs
| Club                           | De        | À         |
| ------------------------------ | --------- | --------- |
| UKS Augustynki Kalisz          | 1998-1999 | 1999-2000 |
| Calisia Kalisz                 | 2000-2001 | 2003-2004 |
| SPS Politechnika Częstochowska | 2004-2005 | 2005-2006 |
| SCS Sokół Chorzów              | 2006-2007 | 2009-2010 |
| Murowana Goślina               | 2010-2011 | 2011-2012 |
| Eliteski AZS UEK               | 2012-2013 | 2012-2013 |
| Zawisza Sulechów               | 2013-2014 | 2013-2014 |
| MKS Kalisz                     | 2014-2015 | 2015-2016 |